# 蒂卢瓦
蒂卢瓦（法語：Thillois，法語發音：[tilwa]）是法国马恩省的一个市镇，位于该省北部，兰斯市区西侧，属于兰斯区和兰斯城市圈公共社区。

## 地理
蒂卢瓦（49°15'21"N, 3°57'15"E）面积6.35 平方千米，位于法国大東部大區马恩省，该省份为法国东北部内陆省份，北起阿登省，西北接埃纳省，西南接塞纳-马恩省，南至奥布省，东南接上马恩省，东临默兹省。
与蒂卢瓦接壤的市镇（或旧市镇、城区）包括：尚皮尼、韦勒河畔沙隆、格镇、米宗、奥尔姆、坦克、弗里尼。
蒂卢瓦的时区为UTC+01:00、UTC+02:00（夏令时）。

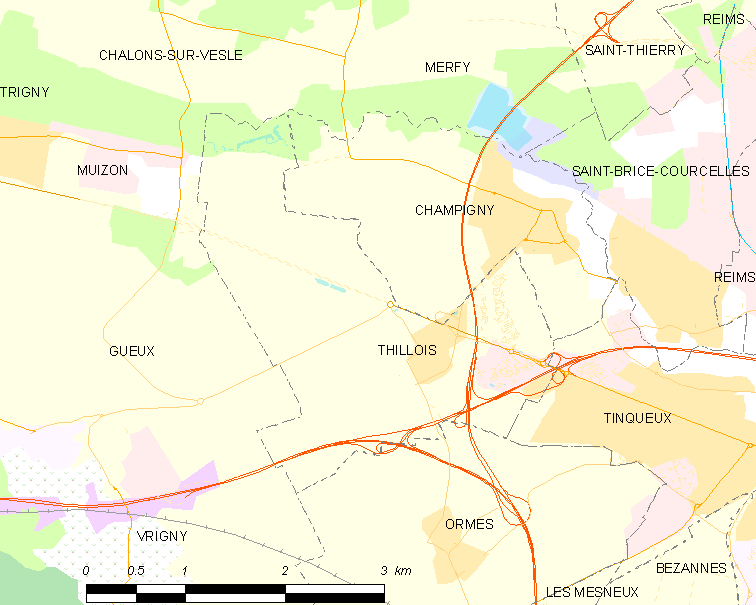
蒂卢瓦的OSM定位图

## 行政
蒂卢瓦的邮政编码为51370，INSEE市镇编码为51569。

## 政治
蒂卢瓦所属的省级选区为菲姆-兰斯山县。

## 交通
兰斯公交1路直达境内。

## 人口

1962-2008年间蒂卢瓦人口变化图示

蒂卢瓦于2022年1月1日时的人口数量为519人。